# Raasiku kommun

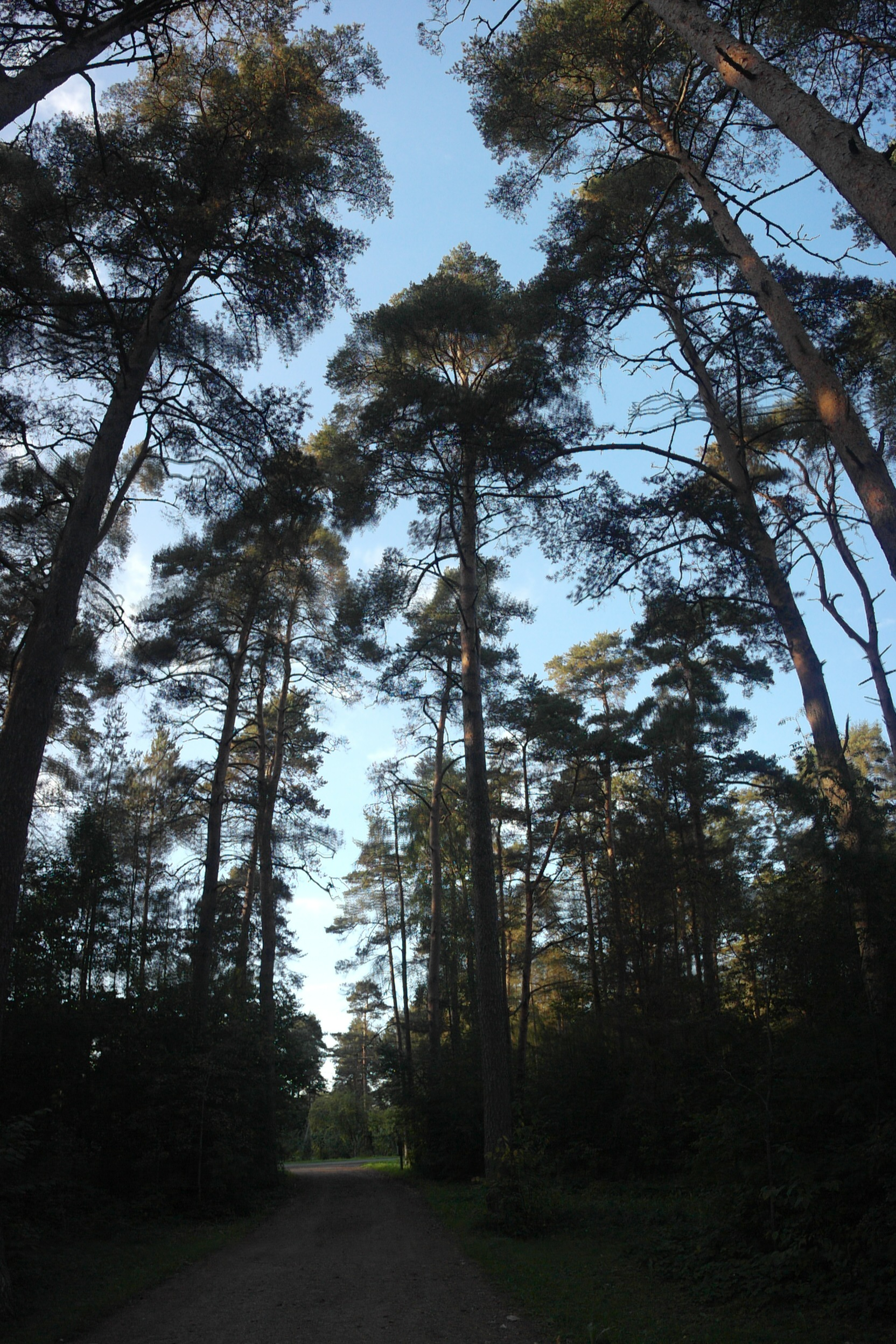
Tallskogen kring centralorten Aruküla finns symboliserad i kommunens heraldiska vapen från 1996.

Raasiku kommun (estniska: Raasiku vald) är en kommun i landskapet Harjumaa i norra Estland. Den ligger cirka 30 km sydost om huvudstaden Tallinn. Småköpingen Aruküla utgör kommunens centralort.

### Karta

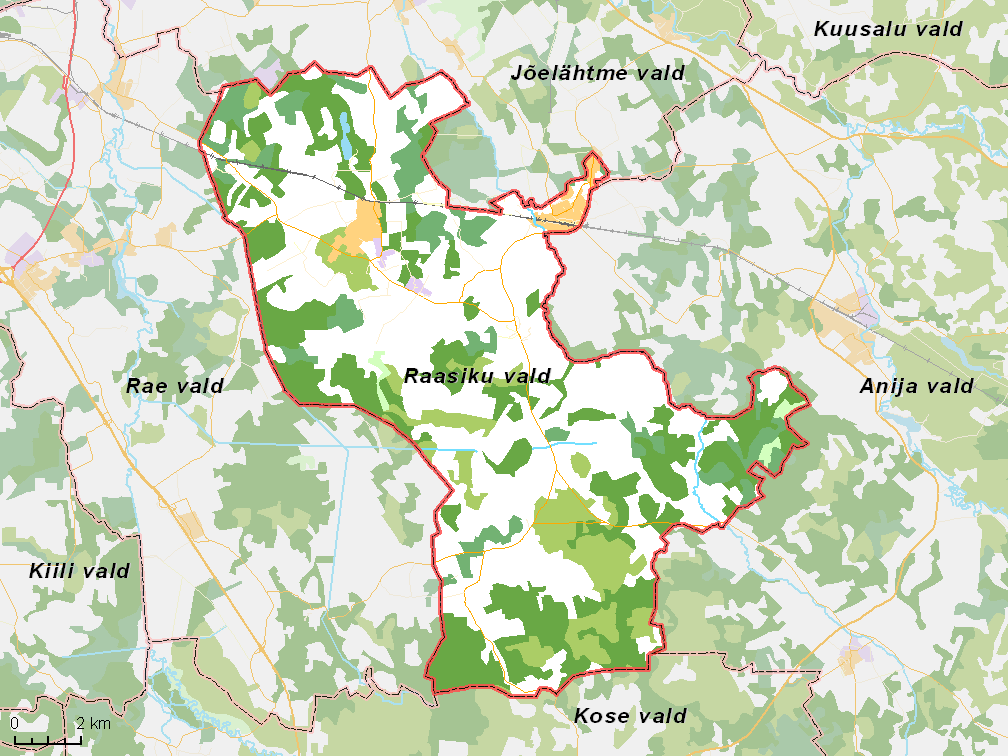
Översiktlig karta över kommunen.

## Geografi

### Klimat
Trakten ingår i den hemiboreala klimatzonen. Årsmedeltemperaturen i trakten är 2 °C. Den varmaste månaden är juli, då medeltemperaturen är 16 °C, och den kallaste är januari, med −12 °C.

## Orter
I Raasiku kommun finns två småköpingar och 13 byar.

### Småköpingar
- Aruküla (centralort)
- Raasiku

### Byar
- Härma
- Igavere
- Järsi
- Kalesi
- Kiviloo
- Kulli
- Kurgla
- Mallavere
- Peningi
- Perila
- Pikavere
- Rätla
- Tõhelgi